# Споменик Николи Пашићу у Београду
Споменик Николи Пашићу је споменик у Београду. Налази се на Тргу Николе Пашића у општини Стари град.

## Подизање споменика
Споменик је подигнут 1998. године, изливен је у бронзи, висине 4,2 метара, а израдио га је вајар Зоран Ивановић. Године 2015. је реконструисан јер су плоче са постоља споменика почеле да отпадају. Године 1997. трг на коме се споменик налази такође је назван по Пашићу. Споменик представља Пашића у херојском ставу, испршеног, а окренут је према Дому Народне скупштине Републике Србије.
Подинуг је у част српског и југословенског политичара, дугогодишњег председника владе Краљевине Србије и Краљевине Срба, Хрвата и Словенаца, оснивача и вође Народне радикалне странке.